# Mary Styles Harris
Mary Styles Harris Ph.D. (Nashville 26 de junio de 1949) es bióloga y genetista. Obtuvo un bachillerato en Biología de la Universidad de Lincoln en Pensilvania en 1971 y un Ph.D. en genética de la Universidad de Cornell en 1975. Harris trabajó desde una posición post doctorado hasta alcanzar la presidencia y la consultoría en genética de su empresa, Harris y Asociados, Limitada, en Atlanta, Georgia.

## Estudios
Tenía dos hermanos, George y Margaret. Margaret obtuvo un título en administración de empresas en la Universidad Estatal de Tenessee Jorge era un doctor y fue su carrera la que le insistó curiosidad en el área de las ciencias a Harris. Jorge se murió cuando Harris tenía 9 años. Cuando Harris entró al Colegio de Jackson, Miami, era de las primeras afroamericanas en matricularse. En 1967 se graduó la duodécima en su clase, en donde había 350 estudiantes.
En la Universidad de Lincoln en Pensilvania, Harris fue de las primeras mujeres en matricularse. Los estudiantes hombres estaban sorprendidos cuando vieron a Harris en las clases avanzadas de química orgánica y álgebra. Ella pasaba la mayoría de su tiempo con los estudiantes de medicina, con el objetivo de poder asistir a la escuela de medicina. Sus padres le reservaron campo en la Facultad de Medicina de la Universidad de Miami pero no lo aceptó. Ella no quería tratar a la gente, quería investigar.
Harris se graduó de la Universidad de Lincoln en 1971, y después se matriculó en Universidad de Cornell, dónde estudió ciencia molecular. Harris se graduó con un doctorado en 1975 y después se fue a Universidad de Rutgers/Rutgers University  a hacer un estudio de post doctorado.

## Carrera
- Directora ejecutiva de la Fundación de Célula Falciforme de Georgia 1977-79
- Asistente de profesor en Morehouse College, 1978
- Asistente de profesor en Atlanta University, 1980-81
- Directora de Servicios Genéticos, Departamento de Recursos Humanos de Georgia
- Fundadora y presidenta de Harris y Asociados, hasta 1987
- Presidente, Bio Técnica, Comunicaciones
- Fundadora, presidenta y productora ejecutiva de Journey to Wellness

Harris ha dedicado su vida profesional a la investigación y a informar a las minorías sobre los servicios y atención de la salud. Ha destinado la mayoría de su carrera a la aplicación y transferencia de su conocimiento al área de la salud.
Harris tiene experiencia como una profesora de medicina y tiene varios artículos publicados en revistas y diarios médicos. Harris ha dirigido un programa nacional de exámenes físicos, ha formado parte de comités que evalúan el otorgamiento de becas y ha dado consultorías privadas para laboratorios y organizaciones en el área de la salud. Ha producido programas y shows de radio y ha sido la locutora del programa de radio, Viaje al Bienestar, así como desarrollado el documental, “A mis hermanas, Un regalo para la Vida”. 
Su interés en la atención preventiva ha hecho que se involucre en la promoción de la detección de la enfermedad de célula falciforme y que forme parte de la Junta Directiva de Atlanta la March of Dimes.

## Premios
- Fundación Nacional de Ciencias por el Premio a la Residencia en Ciencias.[3]
- Premio para la Mujer Trabajadora Sobresaliente 1980 de la Revista Glamour.[3]